# Roland Jacobi
Roland Jacobi (Banská Bystrica, 9 maart 1893 - 22 mei 1951) was een Hongaars tafeltennisser. Hij won in Londen 1926 op de toen voor het eerst georganiseerde wereldkampioenschappen tafeltennis de titel in zowel het enkel- als (samen met Dániel Pécsi) het dubbelspel. Met het Hongaarse nationale team won hij dat jaar ook het ploegentoernooi.

## Wereldkampioenschappen
Jacobi was tijdens dat eerste WK dicht bij het winnen van alle vier de evenementen waaraan hij deel kon nemen. In de finale van het gemengd dubbelspel dolf hij samen met de Engelse G.Gleeson echter het onderspit tegen zijn landgenoten Zoltán Mechlovits/Mária Mednyánszky. Op het WK in Stockholm 1928 keerde Jacobi terug, maar behaalde ditmaal 'alleen' de finale in het landentoernooi, wat hij en zijn Hongaarse teamgenoten opnieuw wonnen. Voor de tweede keer op rij versloegen ze daarin de Oostenrijkers.
Jacobi verdiende zijn brood als advocaat en heette daarom voluit Dr. Roland Jacobi.